# Павличко Соломія Дмитрівна
Соломі́я Дми́трівна Павли́чко (15 грудня 1958, Львів — 31 грудня 1999, Київ) — українська письменниця, літературознавиця, перекладачка, публіцистка, авторка праць із теорії літератури та історії фемінізму. Доктор філологічних наук, професор Києво-Могилянської академії, член Спілки письменників України. Засновниця видавництва перекладної наукової літератури «Основи». Учасниця Революції на граніті. Лавреатка премії ім. академіка Сергія Єфремова (посмертно). Дочка письменника Дмитра Павличка.

## Життєпис
Народилася 15 грудня 1958 року у Львові, у сім'ї українського письменника Дмитра Павличка та Богдани Павличко; згодом народилася ще сестра Роксолана (Лана), яка стала іспаністкою. Перші роки проживала у Львові, у 1965 році разом із сім'єю переїхала до Києва, на Хрещатик. З дитинства багато читала, особливо книжки з батькової бібліотеки, серед яких було багато привезених з Америки. Серед них був і роман Лоуренса «Коханець леді Чаттерлей» англійською, який Соломія за півроку переклала.

Навчалася на відділенні романо-германських мов і літератури Київського державного університету імені Тараса Шевченка (1981), закінчила аспірантуру при ньому. У 1984 році захистила кандидатську дисертацію з американської літератури на тему «Філософська поезія американського романтизму (Поетична творчість Ралфа Уолдо Емірсона та Емілі Дікінсон)». З 1985 року Соломія Павличко працювала в Інституті літератури НАНУ, спочатку у відділі зарубіжної літератури, потім — теорії літератури. Викладала у Шевченківському інституті й в оновленій Києво-Могилянській академії. У 1992 році заснувала видавництво «Основи», яке перше почало видавати українською європейських модерних мислителів, від Карла Поппера до Сімони де Бовуар. У 1995 році захистила докторську дисертацію на тему «Теоретичний дискурс українського модернізму» під керівництвом Кіри Шахової.
«Дмитро Васильович казав, що дочка талановитіша за нього. Якось показав мені Соломіїну статтю про американську поезію середини ХІХ століття. Там згадувалися майже 115 імен поетів, із яких я чув два-три. Дмитро Васильович визнав, що знає не більше 20. Віталій Коротич, із яким у Дмитра Павличка були складні стосунки, якось зустрів його дружину Богдану Павлівну і сказав: „Прочитав у журналі статтю вашої Соломії про американську поезію. Я вражений! І в кого це вона у вас така розумна?“» (Олександр Ратнер)
Перший шлюб: Михайло Загребельний (син Павла Загребельного), розлучилася восени 1990 року. 1987 року народила доньку Богдану (майбутню видавчиню, економістку, спадкоємицю видавництва «Основи»). Роксолана Павличко, молодша сестра Соломії, оформила опікунство після смерті Соломії, коли дівчинці було 12 років.
Другий шлюб з канадським істориком і політологом Богданом Кравченком, який виховував Дану після смерті матері.
Однією з перших в Україні вона заговорила про фемінізм і зібрала довкола себе жінок-однодумиць, модерних, цікавих, елегантних. І спростувала стереотип про фатальну неспроможність такої жінки в особистому житті.
31 грудня 1999 року взяла участь у телепередачі «Сніданку з 1+1», а ввечері вдома, унаслідок отруєння чадним газом від несправного бойлера, втратила свідомість і захлинулась у ванній у 41-річному віці. Похорон Соломії Павличко з численною участю громади відбувся в Києві на Байковому кладовищі 4 січня 2000 року (ділянка № 49а, 50°25′1.02″ пн. ш. 30°30′5.64″ сх. д. / 50.4169500° пн. ш. 30.5015667° сх. д.).
«Моя душа була в Ній, моя надія була в Ній, з її відходом моє життя обернулося в якийсь механічний рух, у присмерк, в якому я бачу тільки сумні образи.» (Дмитро Павличко) «Соломія Павличко — близька і дорога мені людина. Її трагічна напередодні нового 2000-го року скінчила цілу добу в українській культурі для цілого мого покоління. Соломія була беззастережним інтелектуальним і моральним лідером свого покоління. Це була шалено яскрава, талановита, мудра і направду лицарської душі людина. Те, що вона встигла за свої 42 роки зробити… Вона була з тих людей, які міняли світ довкола себе.» (Оксана Забужко)

## Академічна діяльність

Титульні сторінки автореферату докторської дисертації Соломії Павличко «Теоретичний дискурс українського модернізму», 1995.

Соломія Павличко упродовж 15 років працювала в Інституті літератури імені Т. Г. Шевченка НАН України, спочатку молодшою науковою співробітницею відділу зарубіжної літератури (1985–1990), потім науковою співробітницею (1990–1991), старшою науковою співробітницею (1992–1996), а згодом провідною науковою співробітницею відділу теорії літератури (1997–1999). Була викладачкою філологічного факультету гуманітарних та суспільних наук Київського державного університету імені Тараса Шевченка (1992–1993), а також факультету гуманітарних наук та суспільних наук Національного університету «Києво-Могилянська академія» (1995).
«Блискучий учений, літературний критик, перекладач, вона, поза всім тим, була самовідданим культуртреґером у найкращому сенсі цього слова, завжди витворювала навколо себе атмосферу творчого пошуку, прилучала до задуманих нею проектів багатьох і багатьох людей.» (Віра Агєєва)
Соломія Павличко була докторкою філологічних наук (1995), доцентом (1997) та професоркою «Києво-Могилянської академії» (1998), членом Національної спілки письменників України (з 1992 року) та Асоціації українських письменників (з 1997 року), а також лавреаткою премії імені академіка Сергія Єфремова (посмертно) за працю «Дискурс модернізму в українській літературі» (1999). Павличко також була запрошеною викладачкою української літератури відділу славістики та східноєвропейських студій в Альбертському університеті (Едмонтон, 1990) і у Гарвардській літній школі україністики (1996–1997), куди її було запрошено як стипендіатку програми Фулбрайта. Представляла Україну в академічній раді Програми підтримки вищої освіти соросівського Інституту Відкритого Суспільства у Будапешті. Із 1990 по 1993 роки була головою комісії з поширення української культури Міжнародної асоціації україністів та головою експертної комісії програми «Підтримка вищої школи в Україні» Міжнародного фонду «Відродження» з 1995 до 1997 року.
1992 року Соломія Павличко створила видавництво перекладної наукової літератури «Основи», у якому до грудня 1999 року незмінно очолювала редакційну раду і формувала видавничу політику (з 2011 року видавництвом керує дочка Соломії, Богдана Павличко).
«1992 року економічна криза здавалася цілковито безпросвітною. Яку треба було мати енергію й відвагу, щоби започаткувати видавництво перекладної наукової літератури! Хто купуватиме книжки, коли щотижня дорожчає хліб? Соломії вірилося в те, що книжки людям потрібні за будь-яких умов і криз.» (Віра Агєєва)

## Феміністський активізм
Соломія Павличко — визнана авторка праць із історії фемінізму.

Започаткувала в Україні видання феміністичної літератури, займалася ідеєю партнерської сім'ї, образом нової української жінки — активної, творчої.
Юрій Іздрик одного разу сказав: «Все ж, що має на увазі Соломія Павличко, яка так наполегливо майже у кожній своїй публікації відстоює ідеї фемінізму? Невже справді рівноправ'я, свободу й тому подібні нісенітниці? Якось не віриться, що доктор наук, автор п'яти книжок, self-made woman переймається подібними речами». На це Соломія Павличко відповіла: «Я мушу сказати Іздрикові, що я справді вірю в такі „нісенітниці“ як рівноправ'я і свобода абсолютно в усіх аспектах і нюансах цих понять — політичних, історичних, економічних, соціальних, культурних і навіть сексуальних (моралістів на зразок Іздрика прошу почервоніти)».
Найвідомішими працями Соломії Павличко є «Теорія літератури», «Фемінізм: статті, дослідження, бесіди та інтерв'ю», «Націоналізм, сексуальність, орієнталізм». Перші книжки Павличко: «Философская поэзия американского романтизма: Эмерсон. Уитмен. Дикинсон» (1988 рік), «Байрон. Нарис життя і творчості» (1989 рік), «Лабіринти мислення. Інтелектуальний роман сучасної Великої Британії» (1993 рік), — не мали значного розголосу, однак, на думку Тамари Гундорової, романо-германська філологія дозволила Соломії поглянути на українську літературу із західного боку і побачити її у світовому контексті, як рівноцінну.
«Фемінізм мене цікавить як наукове та інтелектуальне явище. Твори західних феміністок зі світовим ім'ям Юлії Крістевої, Елен Сіксу, Лус Ірігорей та інших з філософії, мовознавства, літературознавства дають уявлення про те, що таке сьогоднішній фемінізм. Це не легка лектура, щось примітивне й однозначне, як собі дехто тут уявляє… Мене цікавить фемінізм і як ключ до прочитання літературних явищ. Постановка проблеми не нова. Після „Другої статі“ Сімони де Бовуар такі речі апробовуються уже сорок років, і я просто застосовую деякі з тих метод до української літератури. Але я не роблю це механістично, не приходжу до якогось автора і не кажу: так, ось зараз я робитиму феміністичний аналіз. Аналіз диктується текстом, тим паче, сьогодні він може бути лише багатогранним, коли фемінізм поєднується з психоаналізом, деконструкцією тощо. Наскільки я є феміністкою в житті? Думаю, повною мірою. Я вже розказувала, як мене було виховано. Це було справжнє феміністичне виховання, коли батьки тобі кажуть: ти повністю повинна розраховувати на власні сили — ніякі заміжжя, ніякі мужчини, ніякі сторонні люди — тільки ти сама можеш зробити себе щасливою. І я так і стараюся жити і сподіваюся, що моя дочка буде жити так само.» (Соломія Павличко)

## Праці

### Монографії, есеї
- Трансцендентальна поезія американського романтизму. Емерсон. Уітмен. Дікінсон. — Київ, 1988.
- Байрон. Нарис життя і творчості. — Київ, 1989.
- Лабіринти мислення. Інтелектуальний роман сучасної Великої Британії. — Київ, 1993.
- Дискурс модернізму в українській літературі. — Київ, 1997; 2-e вид, 1999.
- Solomea Pavlychko. 12. Progress on Hold: The Conservative Faces of Women in Ukraine [Архівовано 7 жовтня 2020 у Wayback Machine.] / pp. 219–234 in: Post-Soviet Women: From the Baltic to Central Asia. Edited by Mary Buckley. — Cambridge: Cambridge University Press, 1997. — XVII, 316p. — ISBN 0521563208

### Рецензії
- Паперові люди (Англійський філософський роман 80-х років) — «Всесвіт» № 7, 1986.
- Політичний бізнес Фредеріка Форсайта (Нові тенденції в масовій літературі Англії та США) — «Всесвіт» № 2, 1986
- За ідеали краси і правди — «Всесвіт» № 2, 1987.
- Література під владою нечистої сили — «Всесвіт» № 9, 1987.

У видавництві «Основи» вже після смерті засновниці вийшли у світ п'ять книжок Павличко:
- Листи з Києва. 12 травня 1990 — 2 квітня 1992 (2000).
- Націоналізм, сексуальність, орієнталізм: складний світ Агатангела Кримського (2000, 2001).
- Зарубіжна література: дослідження та критичні статті (2001).
- Теорія літератури (2002).
- Фемінізм: статті, дослідження, бесіди та інтерв'ю (2002).

Незакінченою лишилась біографія українського поета і вченого Агатангела Кримського.

### Переклади
- Сіра Сова (Арчибальд Білейні). Саджо та її бобри: Повість: Для молодшого шкільного віку / Пер. з англ. [і підряд. приміт.] Соломії Павличко. — К.: Веселка, 1981. — 134 с.
- Армстронг Вільям. Гірка земля: Повість: Для середнього шкільного віку / Пер. з англ. [і підряд. приміт.] Соломії Павличко. — К.: Веселка, 1982. — 72 с.
- Окпевхо Ізідор. Останній обов'язок: Роман / Пер. з англ. Соломії Павличко; [Післямова Володимира Кухалашвілі]. — К.: Дніпро, 1983. — 254 с.
- Шостак Петро. Коли вечори були довгі: Оповідання / Пер. з англ. Соломії Павличко; Малюнки й текст автора. — К.: Веселка, 1991. — 48 с.
- Григорій Грабович. Поет як міфотворець / Переклад з англійської Соломії Павличко. — Київ: Критика, 1998.— 2-е вид., випр.і авториз . — 206 с.
- Девід Г. Лоуренс. Коханець леді Чатерлей / Переклад з англійської Соломії Павличко. — Київ: Основи, 1999. — ISBN 966-500-141-8
- Вільям Ґолдінґ. Володар мух: повість / Переклад з англійської Соломії Павличко; Шпиль: повість / Переклад з англійської Лісняка. — Київ: Молодь, 1988. — ISBN 5-7720-0136-1[11]

## Пам'ять

Могила Соломії Павличко

7 жовтня 2001 року на засіданні в Санкт-Петербурзі дорадчого комітету Американської ради освітніх товариств (англ. American Council of Learned Societies, ACLS), що сприяє розвитку гуманітарної науки на теренах Білорусі, Росії та України була заснована премія імені Соломії Павличко, що вручається одному з найвизначніших науковців Білорусі, Росії чи України, які працюють у галузі гуманістики і які сприяють науковій праці своїх колег.
14 листопада 2018 року в PinchukArtCentre у рамках виставки феміністичного мистецтва «Свій простір» відбулася лекція, присвячена Соломії Павличко, за майже місяць до дня її народження, прочитана літературознавицею Тамарою Гундоровою. Під час лекції йшлося про модернізм, фемінізм, сходознавство, якими їх побачила Павличко, а також про її місця пам'яті.

У грудні 2019 року був проведений міждисциплінарний круглий стіл у рамках Днів науки НаУКМА за підтримки Фонду Гайнріха Белля, присвячений пам'яті Соломії Павличко, під час якого дискутувалися такі теми як образ підступної жінки у літературі, гендерний аспект сучасних українських, польських та ізраїльських оповідок, академічний фемінізм, кар'єра жінки VS кар'єра чоловіка, сприйняття жінок суспільством. До круглого столу долучилися представниці(-ки) літературознавчої секції (Віра Агеєва, Ростислав Семків, Марія Валова, Ольга Полюхович, Ірина Борисюк) та соціологічної (Світлана Оксамитна, Тамара Марценюк, Тетяна Костюченко та Марина Бардіна).
"Соломія Павличко у дослідницькій діяльності прагнула підважити численні міфи про становище жінки у суспільстві загалом і українській літературі зокрема. Авторка писала: «Що може зробити аналіз з історією української культури? Перечитати її по-своєму. Зруйнувати, розконсервувати патріархальні структури мислення і народницькі ідеали». (Тамара Марценюк)
У 2017 році Соломію Павличко було обрано патронесою юнацького куреня ч.94 (Пласт).
У 2019 році на честь Соломії Павличко назвали вулицю в Києві (біля вулиці Теремківської на Теремках).
У 2023 році у місті Балта вулицю Чехова перейменували на вулицю Соломії Павличко.